# Давид Святославич

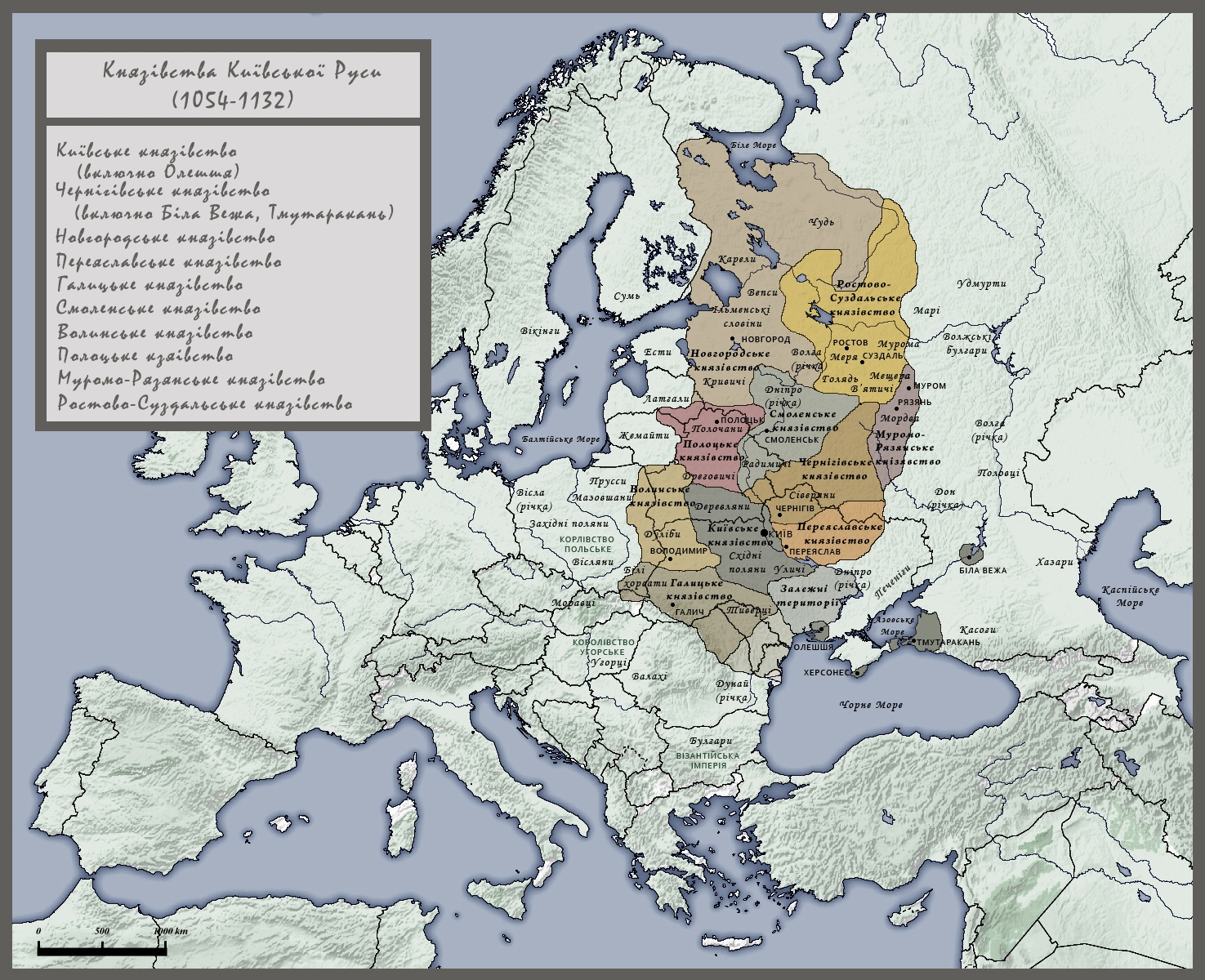
Князівства Київської Русі у 1054-1132 рр.

Давид Святославич (д.-рус. Давыд; *бл.1050 — †1 серпня 1123) — князь переяславський (1073—1076), князь муромський (1076—1093), князь смоленський (1096—1097), князь новгородський (1094—1095), князь чернігівський (1097—1123). Середній з п'яти синів Великого князя Київського Святослава II Ярославича. Внук Ярослава Мудрого. Його хрестильне ім'я, ймовірно, було Гліб.

## Життєпис

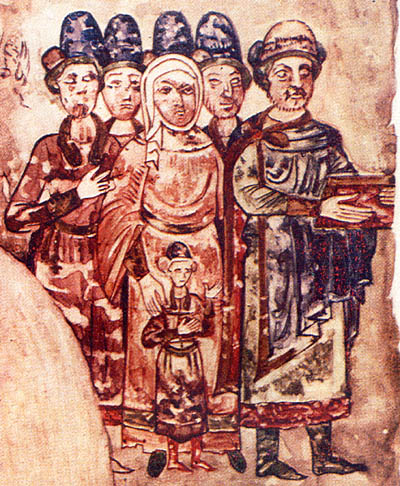
Святослав Ярославич із сім'єю, один з синів — Давид Святославич

- 1073 — після приходу батька за київській стіл, Давид отримав у князювання Переяслав. Після смерті Святослава Ярославича в 1076 році, був вимушений покинути князівство та разом з іншими Святославовичами йти в Муром.
- 1093 — після смерті Всеволода I Ярославича, Святополк II Ізяславич перемістив із Смоленська Володимира Мономаха, а Смоленськ віддав Давиду.
- 1095 — Святополк і Володимир Мономах (у зв'язку з війною проти Олега I Святославовича) перевели Давида далі на північ у далекий Новгород, а Мстислава Великого з Новгорода в Ростов. Смоленськ дістався другому сину Мономаха — Ізяславу.
- 1096 — Давид повернувся в Смоленськ, прогнавши звідти Ізяслава Володимировича. Новгород, він також хотів залишити собі, але за відсутності Давида новгородці обрали собі за князя Мстислава Володимировича, а Давиду сказали: «не ходи до нас». Святополк і Володимир запрошували Святославичів до Києва на перемовини, отримавши відмову пішли в похід на Смоленськ, але по дорозі зустріли послів Давида і уклали мир. В той же час Олег Святославович з дружиною Давида продовжував воювати з Мономахом.
- 1097 — брав участь в Любецькому з'їзді князів, де князі домовились: «Кожен сам тримає вотчину свою». Було вирішено, що Чернігівське князівство навічно закріплюється за Олегом та Давидом. Відразу після з'їзду Давид Ігорович волинський та Святополк II Ізяславич київський силою осліпили Василька Ростославича теребовльського. Володимир Мономах послав за Святославичами і ті з чернігівськими військами прийшли до Мономаха. Князі вже готувались до війни з Святополком, але Київ зумів вмовити їх на перемир'я. Святополк виправдовувався тим що ніби це Давид Ігорович обмовив Василька, і саме він був ініціатором його каліцтва. Володимир і Святославичі зобов'язали Святополка схопити Давида Ігоровича, чи принаймні позбавити його княжого столу.
- 1098 — згідно з домовленостями Олег I Святославич забирає собі Новгород-Сіверське князівство. Так на Новгород-Сіверщині започатковується династія Ольговичів. За Давидом залишається Чернігівське князівство. Тривале князювання Давида Святославича було неспокійним для Чернігівської землі. Але князь був людиною поміркованою і врівноваженою, з миролюбним характером. Все життя своє поклав на благоустрій Чернігівського князівства. Він допоміг своїй сестрі Предславі збудувати кам'яний храм на честь святої Параскеви-П'ятниці (на тому місці тепер височить П'ятницька церква). Храм споруджено у Чернігові 1116 року. Тут і поховано Предславу.
- 1099 Давид Святославович послав свого сина Святослава на допомогу Святополку, який після війни з Давидом Ігоровичем вирішив відбити князівство у ростиславичів. В битві на межі своїх володінь Ростиславичі перемогли.
- 1100 Давид Святославич брав участь у витечівскому з'їзді князів, куди князі зібрались для суду над Давидом Ігоровичем. Давид Ігорович позбувся Володимир Волинського, але взамін отримав Дорогобуж, Буськ, Дубно та Чорторийськ, а від Давида і Олега Святославичів — двісті гривень.
- 1101 — Мономах та Давид збирались разом йти на половців, але половецькі посли вмовили князів укласти мир.
- 1103 — Давид з іншими князями успішно воював з половцями біля Хортиці, перемігши 20 половецьких ханів, та захопивши безліч цінної здобичі.
- 1107 — бій на річці Хорол, половецький хан Шарукан ледь уникнув полону. Після цих воєн Мономах, Давид і Олег Святославичі зустрічались з половецькими ханами, і взяли їхніх дочок заміж за своїх синів.
- 1110 — разом з Святополком, і Володимиром Мономахом, Давид знову ходив на половців, але через сильні морози і гибель коней князі повернулись назад.
- 1111 — брав участь у поході руських князів проти половців. Були взяті міста Шарукань та Сугуров, половці були биті на річці Сольниця. Половці були розбиті вщент, це надовго відбило у них бажання нападати на Київську Русь.
- 1115 — Давид брав участь у поході проти Гліба Всеславича мінського. Разом з Ярополком Володимировичем, вони здобули Друцьк. Гліб, оточений у Мінську Мономахом — здався. В цьому ж році у Вишгороді Давид разом з братом Олегом брав участь у перепохованні мощей Бориса і Гліба у новий кам'яний храм.
- 1116 — Мономах, та Давид Святославович відправили проти половців своїх синів, ті захопили три половецькі міста та багато здобичі.
- 1118 — Давид, разом з Мономахом і галицькими Ростиславовичами воював проти волинського князя Ярослава Святополковича. Після дво-місячного оточення Ярослав здався, але був залишений князювати у Володимирі.
- 1120 — Давид Святославич втратив сина Ростислава. В пам'ять про нього і з поваги до святих князів Бориса і Гліба князь спорудив храм, який нині відомий у Чернігові як Борисоглібський собор, його спорудження завершилося напередодні смерті Давида Святославича. Князь наказав спорудити у соборі усипальницю для себе.
- 1123 — (1 серпня) — князь помер. Панахиду відслужили у Спаському соборі, а поховали у спорудженому ним Борисоглібському храмі.

## Слід
Давид Святославич та його брат Олег були зовсім різними політичними діячами. Олег, прозваний «Гореславичем» у «Слові о полку Ігоревім», був енергійним, амбітним та рішучим, а Давид навпаки, як для свого часу, миролюбним та спокійним. Напевно, не було жодного військового походу, організованого з ініціативи Давида. Через це князівства, де він князював, ніколи не були на перших ролях. За князювання Давида Чернігівське князівство не відігравало помітної ролі у політичному житті Київської Русі. Але невойовничість князя стала добрим знаком для церкви, яка проголосила його першим святим Чернігово-Сіверської землі. Така ж участь спіткала і його сина Святослава, який постригся у Києво-Печерській лаврі під ім'ям Микола Святоша.

## Вшанування пам'яті
У 1997 році у місті Любеч був відкритий Пам'ятник Любецькому з'їзду князів. Серед осіб на пам'ятнику зокрема зображений Давид Святославич.
8 лютого 2024 року у місті Чернігів вулицю Бланка перейменували на вулицю Князя Давида Святославича.